# Charles Kestner
Pour les articles homonymes, voir Kestner.
Charles Georges Marie Joseph Kestner, né le 30 juin 1803 à Strasbourg et mort à Thann (Haut-Rhin) le 12 août 1870, est un chimiste, industriel et homme politique français du XIXe siècle.

## Biographie
Fils de Philippe-Charles Kestner (1776-1846), un industriel alsacien originaire de Hanovre, Charles Georges Marie Joseph Kestner fut associé à son père à partir de 1823 et jusqu'en 1846, date à laquelle il devint le propriétaire et l'exploitant des usines de Thann (fondée par son père en 1808, après le rachat de la fabrique de Jérémie Risler), Mulhouse et Bellevue (commune de Chaux).
Les établissements Kestner fabriquaient des produits chimiques, principalement des acides et des colorants destinés à l'industrie textile mulhousienne. Les innovations techniques et la qualité des productions de la maison Kestner furent reconnues par plusieurs distinctions. Charles Kestner fut ainsi nommé chevalier de la Légion d'honneur à la suite de l'exposition de 1847 et se vit décerner la médaille d'or du jury central sur les produits de l'Industrie en 1849, puis une médaille d'honneur à l'Exposition universelle de 1855 pour la découverte et l'exploitation de l'acide paratartrique.

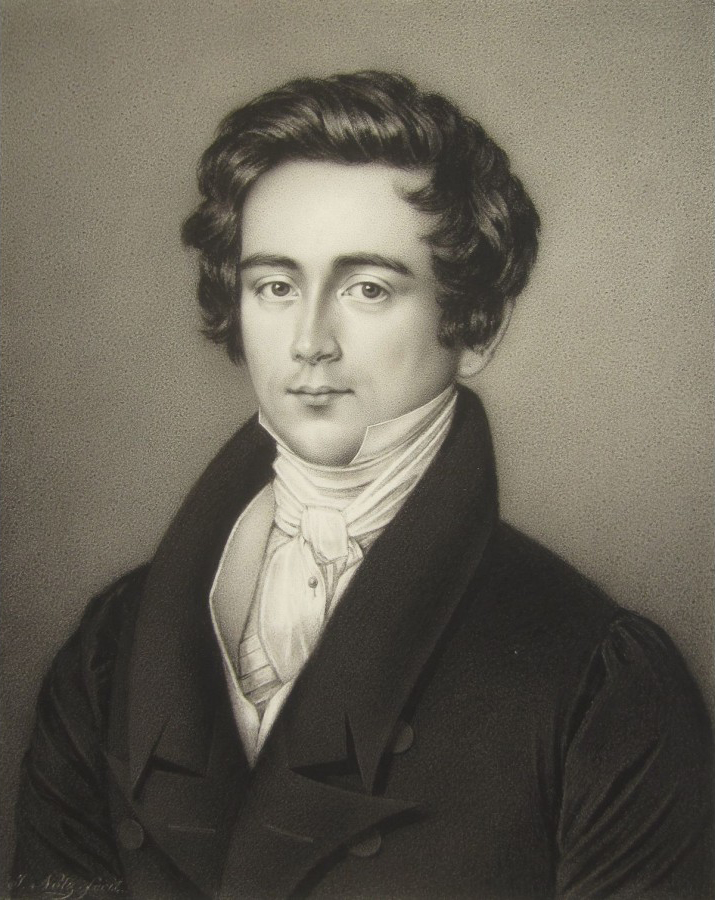
Charles Kestner en 1823

Soucieux du sort de ses ouvriers, il prit de nombreuses mesures sociales en faveur de ces derniers (participation aux bénéfices de l'entreprise sous forme de primes annuelles proportionnelles à l'ancienneté, prêts sans intérêts en vue de l'acquisition immobilière, pensions de retraite et de secours sans prélèvements sur le salaire, gestion d'une caisse d'épargne, création d'une cité ouvrière, mise en place d'une coopérative), ce qui lui assura une grande popularité auprès des travailleurs alsaciens.
Le 23 avril 1848, il fut élu représentant du peuple à l'Assemblée nationale constituante par ses concitoyens du Haut-Rhin. Vice-président du comité du commerce, il siégea, à côté de Clément-Thomas, parmi les républicains de la tendance du général Cavaignac.
Non réélu à l'Assemblée législative lors du scrutin de 1849, il retrouva son siège à la faveur d'une élection partielle (10 mars 1850) due à la déchéance de trois députés haut-rhinois impliqués dans les événements du 13 juin 1849. Proche de la Montagne, il s'opposa  au coup d’État du 2 décembre 1851, ce qui lui valut d'être arrêté et de devoir s'exiler pendant quelque temps en Suisse.
Battu par le candidat officiel, Migeon, lors des élections au corps législatif (1852), il continua à s'opposer, avec ses gendres, à la politique de Napoléon III.

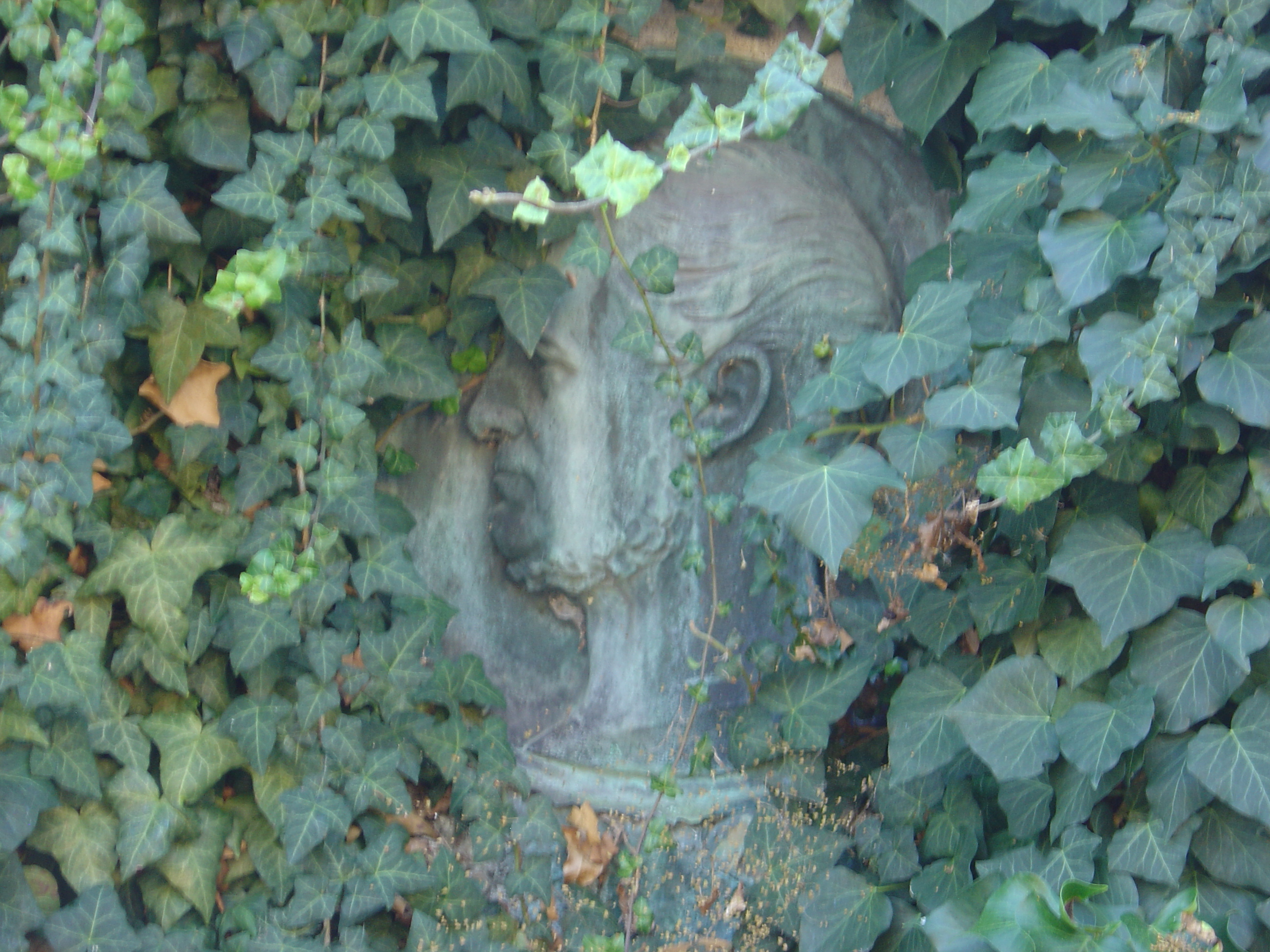
Portrait en médaillon de Charles Kestner ornant son monument funéraire, à Thann.

Marié en 1827 à Marguerite Antoinette Eugénie Rigau, fille du général Rigau, Charles Kestner eut cinq filles :
- Eugénie Kestner (1828-1862), qui épousa Camille Risler (1821-1881), un associé de Charles Kestner, en 1848. Leur fille, Mathilde Eugénie Risler (1850-1920), épousa Jules Ferry en 1875 ;
- Fanny Kestner (1831-1850), qui épousa Victor Chauffour, député du Bas-Rhin, en 1849 ;
- Mathilde (1832-1916), qui épousa Jean-Baptiste Adolphe Charras, ancien ministre de la Guerre, en 1858 ;
- Céline Kestner (1838-1893), qui épousa Auguste Scheurer (dit Scheurer-Kestner), associé et successeur de Charles Kestner, en 1856. Leurs filles Jeanne (1855-1935) et Suzanne (1862-1927) épousèrent, respectivement, Marcellin Pellet et Gustave Gobron ;
- Hortense (1840-1913), dont le jeune Georges Clemenceau était amoureux, mais qui épousa Charles Floquet en 1869.